# Barão de Javary (Miguel Pereira)
Barão de Javary é uma localidade do município de Miguel Pereira, no Rio de Janeiro.
Abriga o lago de Javary, considerado destino turístico.